# Сильман, Николай Фёдорович
Николай Фёдорович Сильман (9 (21) мая 1858 — 6 января 1929, Териоки) — русский военный и государственный деятель.

## Биография
Православный. Сын финляндского уроженца инженер-полковника Федора Федоровича (Клауса Густава Фредерика) Сильмана и его жены Марии Николаевны, брат контр-адмирала Федора Федоровича Сильмана. Поскольку Федор Сильман в 1871 году был награжден орденом Святого Владимира 4-й степени, 22 января 1879 он и его дети были признаны в потомственном дворянстве и получили фамильный герб, утвержденный 15 апреля 1881 в Гатчине, где проживала семья.
В службе с 1875 года. В 1874 году поступил в Морской корпус. Гардемарин (16.04.1878), 30 октября 1879 выпущен мичманом на пароходофрегат «Храбрый». Лейтенант (1.01.1881). Причислен к 3-му флотскому экипажу (20.09.1886). Окончил курс в Артиллерийском отряде (1889). Переведен в Сибирский флотский экипаж (20.06.1892), совершил заграничное плавание на транспорте «Якут». 31 октября 1895 переведен на Балтийский флот, командир миноносца № 112 (6.12.1896). Старший офицер броненосца береговой обороны «Ураган» (12.01.1898). Капитан 2-го ранга (5.04.1898). Старший офицер броненосца береговой обороны «Адмирал Чичагов» (6.12.1898).
Младший помощник командира Владивостокского порта (26.04.1899), старший помощник командира Владивостокского порта (28.09.1900). Участвовал в подавлении Ихэтуаньского восстания. 29 февраля 1904 переименован в подполковники по Адмиралтейству. 18 ноября 1904 произведен в полковники за отличие, и назначен старшим помощником командира над Севастопольским портом. 11 сентября 1906 снова назначен старшим помощником командира Владивостокского порта. Командир Севастопольского флотского полуэкипажа (26.01.1909) с переводом во флот в чине капитана 1-го ранга.
6.12.1911 произведен в генерал-майоры за отличие, с зачислением по Адмиралтейству. С 18 февраля 1913 член правления Балтийских Адмиралтейских верфей. 8 апреля 1913 переведен во флот. 20 ноября 1913 зачислен по флоту и назначен Вазаским губернатором. Генерал-лейтенант флота (22.03.1915). 5 августа 1916 назначен Санкт-Михельским губернатором. С 1917 года в отставке. Умер в эмиграции в Финляндии. Погребен на русском кладбище в Хельсинки.

## Семья
Жена: Екатерина Рождественская

## Награды
- Орден Святой Анны 3-й ст. (6.12.1896)
- Орден Святого Станислава 2-й ст. (31.03.1901)
- Орден Святого Владимира 4-й ст. 23.09.1903; За 25 лет службы)
- Орден Святого Владимира 3-й ст. (6.12.1913)

Медали и знаки:
- Серебряная медаль в память царствования императора Александра III (1896)
- Серебряная медаль «За поход в Китай» (1902)
- Золотой знак об окончании полного курса наук Морского кадетского корпуса (1910)
- Светло-бронзовая медаль в память 300-летнего юбилея царствования дома Романовых (1913)
- Светло-бронзовая медаль в память 200-летнего юбилея Гангутской победы (1915)